# Рогнедино
Рогне́дино — посёлок городского типа, административный центр Рогнединского района Брянской области России. Впервые упоминается в летописях под 1167 годом.
Население — 2775 чел. (2021).

## Название
Предание относит основание села Рогнедино к 985 году и связывает его с именем Рогнеды Рогволодовны, жены великого князя киевского Владимира Святославича. Однако более вероятно, что название села связано с княгиней Рогнедой Мстиславной, дочерью Мстислава Владимировича Великого. Именно здесь, в её владениях, умер в 1167 году её брат, великий князь киевский Ростислав Мстиславич. С этим событием и связано первое летописное упоминание Рогнедина.

## География
Расположен в 96 км к северо-западу от Брянска, в 15 км к северу от железнодорожной станции Дубровка.
Село находится в северной части Брянской области, в зоне хвойно-широколиственных лесов, в пределах южной окраины Смоленской возвышенности, на правом берегу реки Гобейки

### Климат
Климат характеризуется как умеренно континентальный. Средняя температура воздуха самого тёплого месяца (июля) — 18,3 °C; самого холодного (января) — −9 °C. Безморозный период длится в среднем 133 дня. Среднегодовое количество атмосферных осадков составляет около 600 мм, из которых большая часть выпадает в тёплый период.

## Население
На 2023 год проживает 2721 человек.
| 1939  | 1959  | 1979  | 1989  | 2002  | 2009  | 2010  |
| ----- | ----- | ----- | ----- | ----- | ----- | ----- |
| 837   | ↗1130 | ↗2995 | ↗3452 | ↘3354 | ↘3046 | ↗3158 |
| 2012  | 2013  | 2014  | 2015  | 2016  | 2017  | 2018  |
| ↘3144 | ↘3096 | ↘3037 | ↘2980 | ↘2967 | ↘2950 | ↘2933 |
| 2019  | 2020  | 2021  |       |       |       |       |
| ↘2870 | ↘2856 | ↘2775 |       |       |       |       |

Национальный состав

Центральная площадь посёлка

По итогам переписи населения 2020 года проживали следующие национальности (национальности менее 0,1 % и другое, см. в сноске к строке «Другие»):
| Национальность | Численность, чел. | Доля     |
| -------------- | ----------------- | -------- |
| Русские        | 2668              | 96,16 %  |
| Армяне         | 14                | 0,50 %   |
| Цыгане         | 8                 | 0,29 %   |
| Украинцы       | 5                 | 0,18 %   |
| Узбеки         | 4                 | 0,14 %   |
| Молдаване      | 4                 | 0,14 %   |
| Белорусы       | 4                 | 0,14 %   |
| Азербайджанцы  | 4                 | 0,14 %   |
| Другие         | 64                | 2,31 %   |
| Итого          | 2775              | 100,00 % |

## Известные уроженцы, жители
- Чаплин, Николай Павлович (1902—1938) — деятель ВЛКСМ, Первый секретарь ЦК ВЛКСМ (1924—1928), один из основных инициаторов создания пионерии.

## Экономика
В посёлке имелся льнозавод. В окрестностях ведётся добыча торфа.
Рогнединская участковая больница. Профессионально-техническое училище № 38 закрыто. Хлебозавод закрыт и не работает.

## Достопримечательности, памятные места
Сохранились остатки церкви святителя Алексия (1841—1845, разрушена в XX в.).
Мемориальное кладбище советских воинов (на западной окраине).

## Транспорт
Автокасса (бывший автовокзал) «Рогнедино» в центре села.

## Топографические карты
- Лист карты N-36-XXII. Масштаб: 1 : 200 000. Состояние местности на 1986 год. Издание 1991 г.